# Prémios Globo de Ouro de 2015
Prémios Globo de Ouro de 2015

11 de Janeiro de 2015
Filme - Drama:
Boyhood
Filme - Comédia ou Musical:
The Grand Budapest Hotel
Série de televisão – Drama:
The Affair
Série de televisão – Comédia ou Musical: 
Transparent
Minissérie ou Filme para televisão:
Fargo
Prémio Cecil B. DeMille: 

George Clooney
Prêmios Globo de Ouro 

← 2014  ·  2016 →
Os Prémios Globo de Ouro de 2015 (no original, em inglês, 72nd Golden Globe Awards) honraram os melhores profissionais de cinema e televisão, filmes e programas televisivos de 2014. A cerimónia foi televisionada ao vivo pela NBC a partir do Beverly Hilton Hotel na cidade de Beverly Hills, no dia 11 de Janeiro de 2015.
A produção do espectáculo foi realizada pela Dick Clark Productions em conjunto com a Associação de Correspondentes Estrangeiros de Hollywood. Tina Fey e Amy Poehler apresentaram a cerimónia pela terceira vez consecutiva.
As nomeações foram anunciadas em 11 de Dezembro de 2014 por Kate Beckinsale, Peter Krause, Paula Patton e Jeremy Piven.

## Vencedores e nomeados

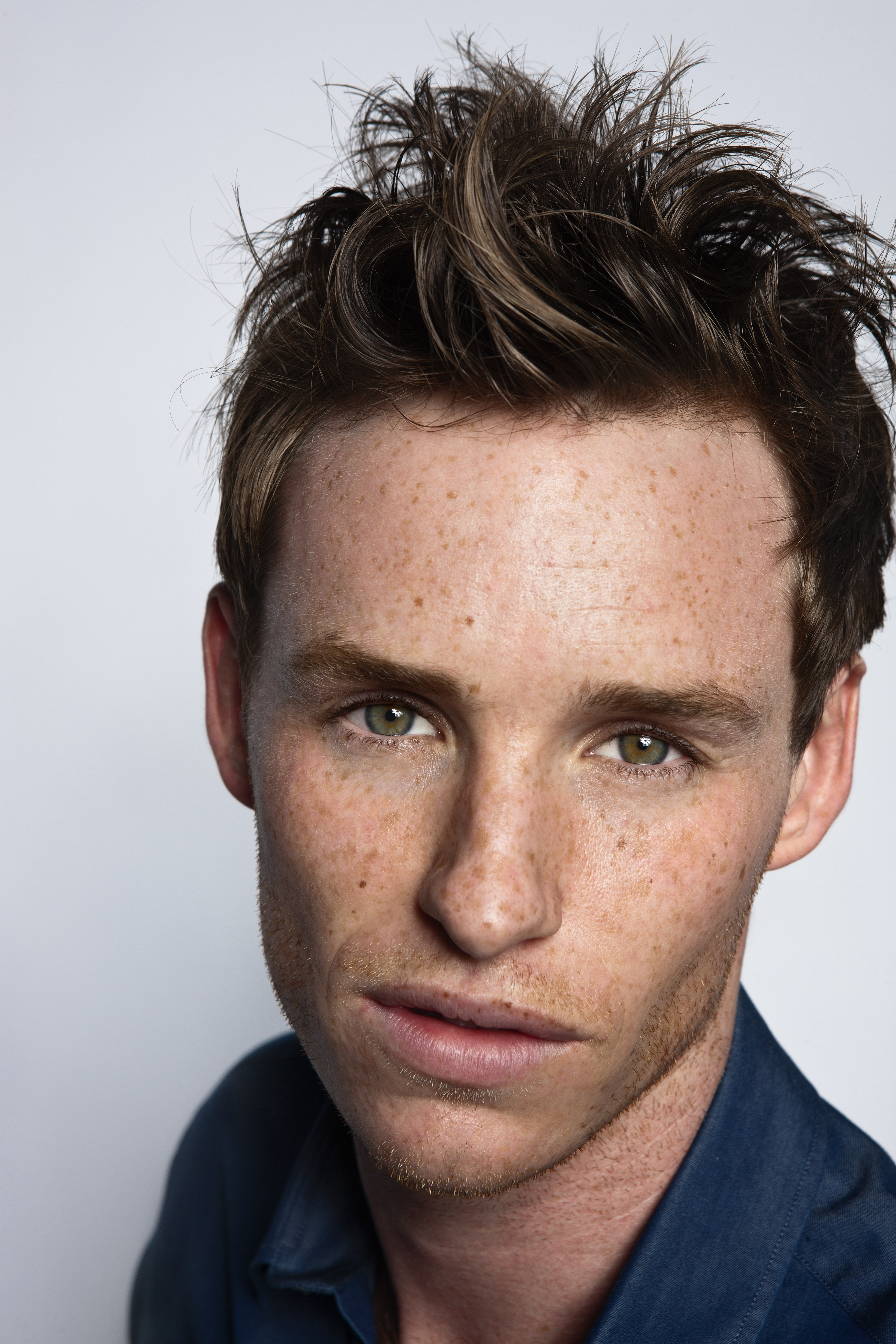
Eddie Redmayne, Melhor Ator em Cinema - filme dramático

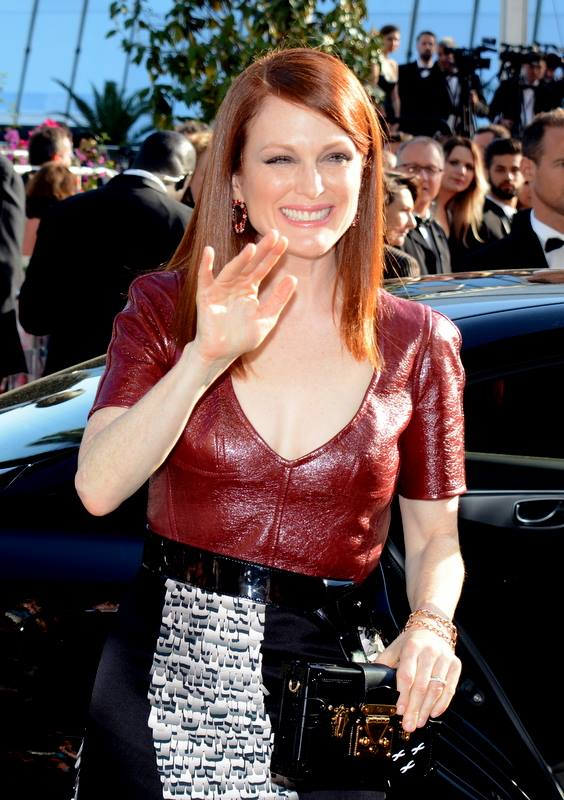
Julianne Moore, Melhor Atriz em Cinema - filme dramático

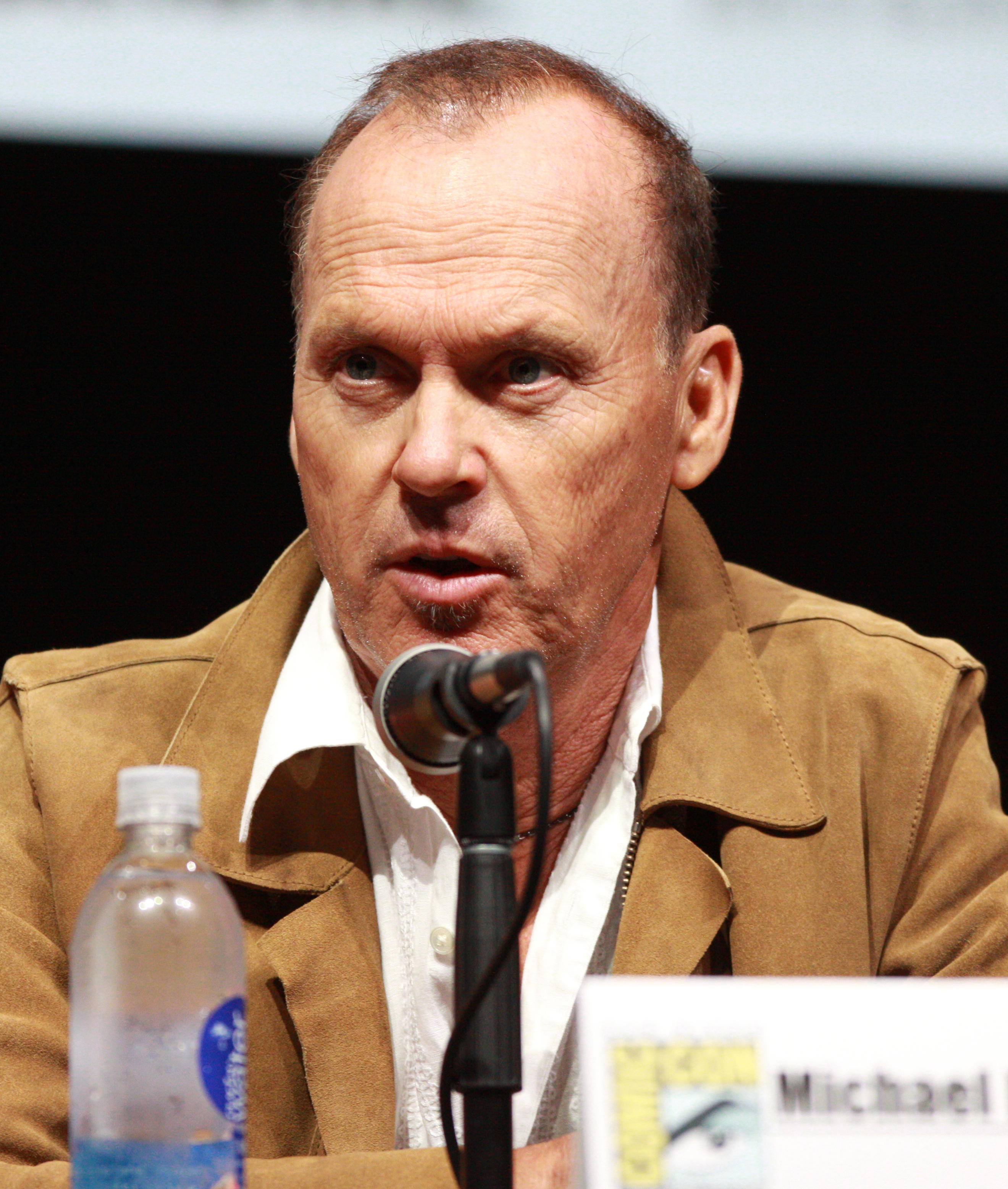
Michael Keaton, Melhor Ator em Cinema – filme musical ou comédia

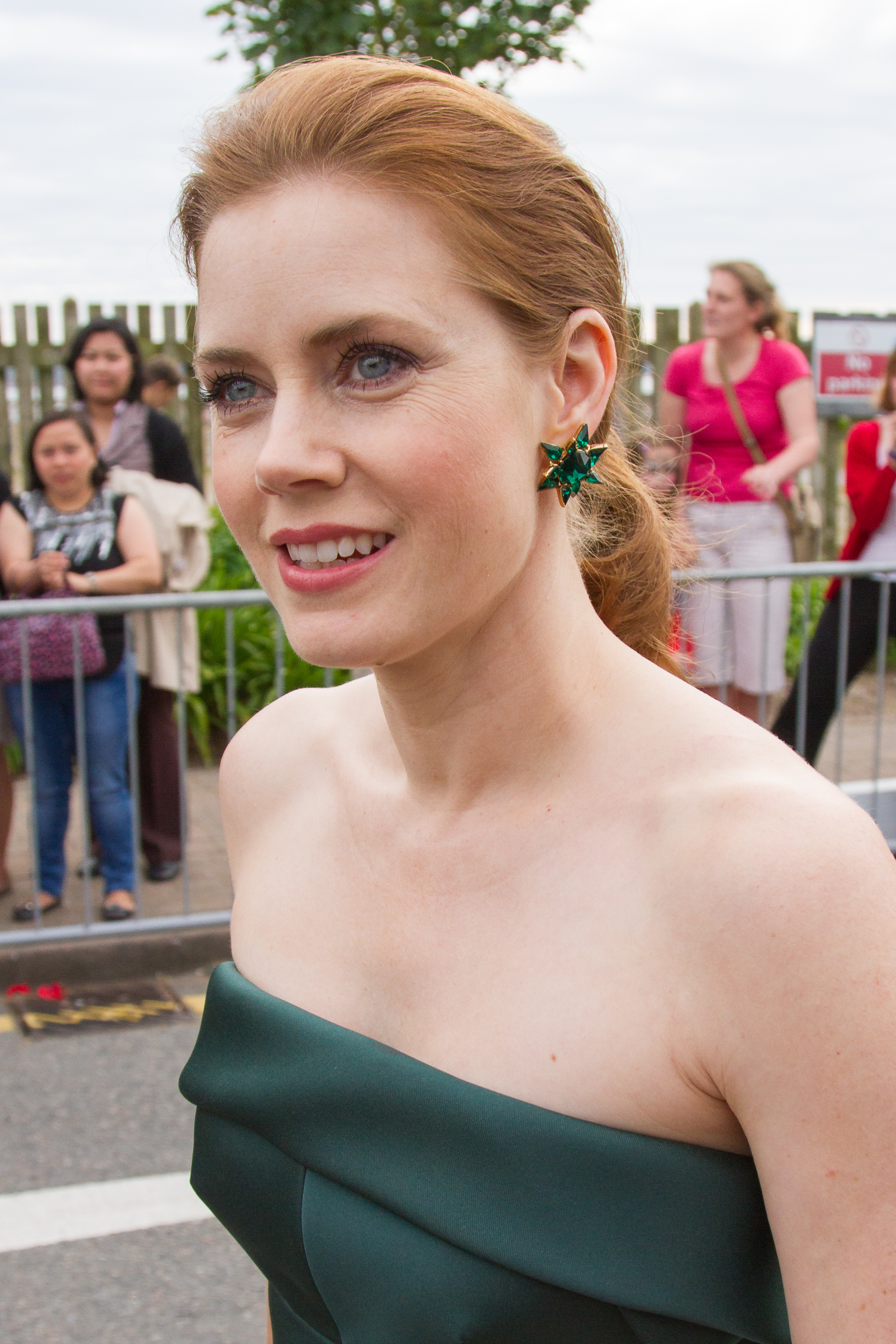
Amy Adams, Melhor Atriz em Cinema - musical ou comédia

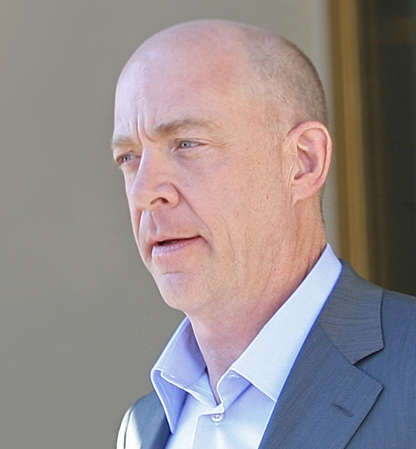
J. K. Simmons, vencedor na categoria de Melhor Ator secundário em cinema

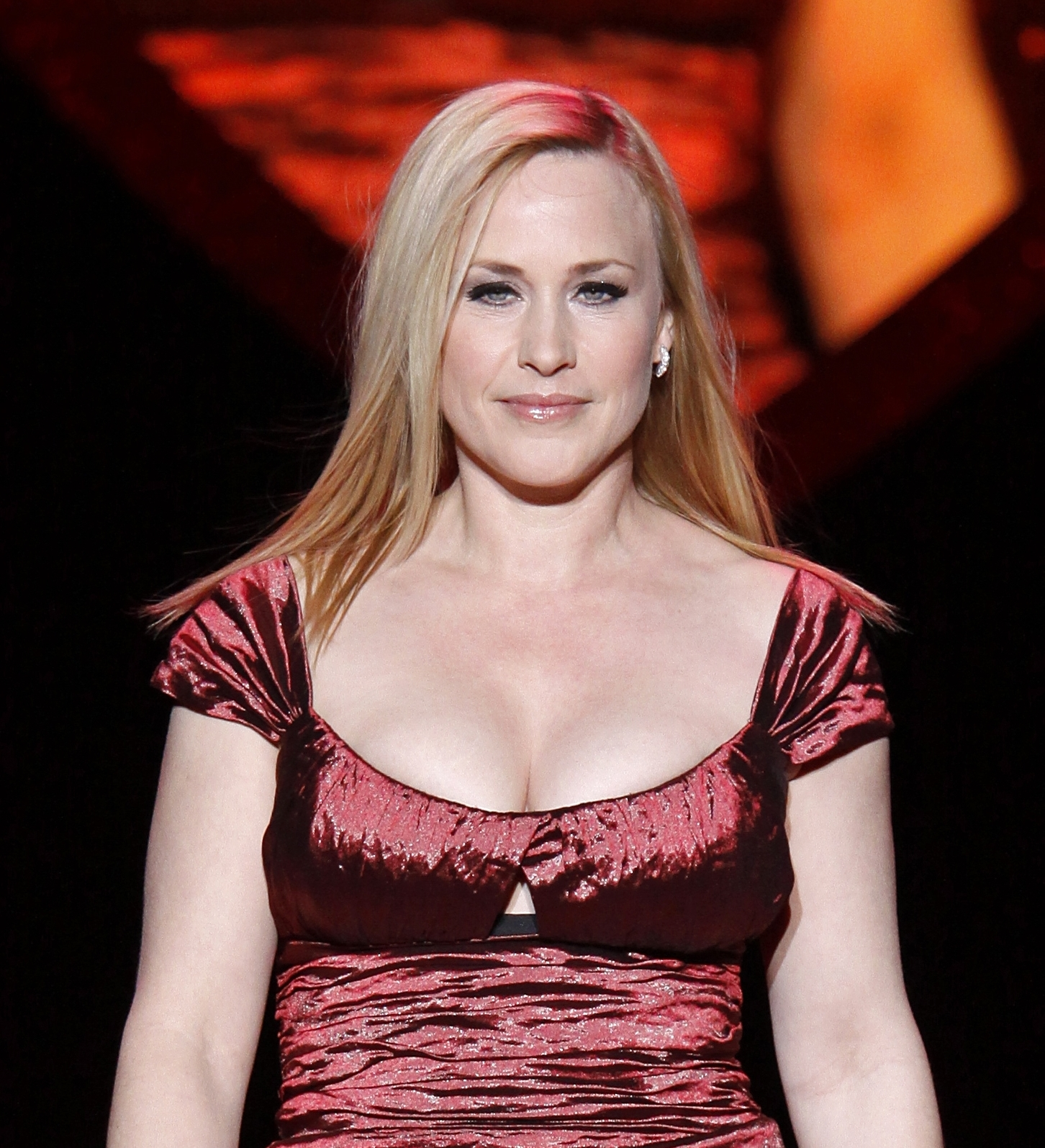
Patricia Arquette, Melhor Atriz secundária em cinema

Lista dos nomeados e vencedores (em negrito) na 72ª edição dos Prémios Globo de Ouro.

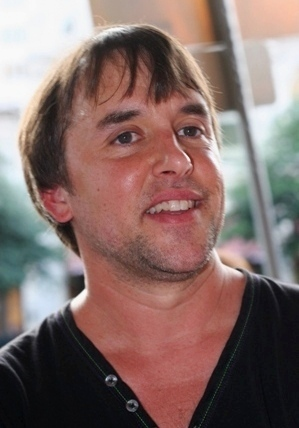
Richard Linklater, Melhor realizador - Boyhood

### Cinema
| Melhor filme | Melhor filme |
| Drama | Comédia ou Musical |
| --- | --- |
| - Boyhood - Foxcatcher - The Imitation Game - Selma - The Theory of Everything | - The Grand Budapest Hotel - Birdman or (The Unexpected Virtue of Ignorance) - Into the Woods - Pride - St. Vincent |
| Melhor atuação em filme dramático | |
| Ator | Atriz |
| - Eddie Redmayne – The Theory of Everything como Stephen Hawking - Steve Carell – Foxcatcher como John du Pont - Benedict Cumberbatch – The Imitation Game como Alan Turing - Jake Gyllenhaal – Nightcrawler como Louis "Lou" Bloom - David Oyelowo – Selma como Martin Luther King, Jr.                                 | - Julianne Moore – Still Alice como Dr. Alice Howland - Jennifer Aniston – Cake como Claire Simmons - Felicity Jones – The Theory of Everything como Jane Wilde Hawking - Rosamund Pike – Gone Girl como Amy Elliott-Dunne - Reese Witherspoon – Wild como Cheryl Strayed                       |
| Melhor atuação em filme de comédia ou musical | |
| Ator | Atriz |
| - Michael Keaton – Birdman or (The Unexpected Virtue of Ignorance) como Riggan Thomson - Ralph Fiennes – The Grand Budapest Hotel como Monsieur Gustave H. - Bill Murray – St. Vincent como Vincent MacKenna - Joaquin Phoenix – Inherent Vice como Larry "Doc" Sportello - Christoph Waltz – Big Eyes como Walter Keane | - Amy Adams – Big Eyes como Margaret Keane - Emily Blunt – Into the Woods como The Baker's Wife - Helen Mirren – The Hundred-Foot Journey como Madame Mallory - Julianne Moore – Maps to the Stars como Havana Segrand - Quvenzhané Wallis – Annie como Annie Bennett                           |
| Melhor atuação secundária em filme – drama, musical ou comédia | |
| Ator secundário | Atriz secundária |
| - J. K. Simmons – Whiplash como Terence Fletcher - Robert Duvall – The Judge como Juiz Joseph Palmer - Ethan Hawke – Boyhood como Mason Evans - Edward Norton – Birdman or (The Unexpected Virtue of Ignorance) como Mike Shiner - Mark Ruffalo – Foxcatcher como Dave Schultz                                           | - Patricia Arquette – Boyhood como Olivia Evans - Jessica Chastain – A Most Violent Year como Anna Morales - Keira Knightley – The Imitation Game como Joan Clarke - Emma Stone – Birdman or (The Unexpected Virtue of Ignorance) como Sam Thomson - Meryl Streep – Into the Woods como A Bruxa |
| Melhor direção | Melhor roteiro |
| - Richard Linklater – Boyhood - Wes Anderson – The Grand Budapest Hotel - Ava DuVernay – Selma - David Fincher – Gone Girl - Alejandro González Iñárritu – Birdman or (The Unexpected Virtue of Ignorance) | - Alejandro González Iñárritu, Nicolás Giacobone, Alexander Dinelaris Jr., Armando Bó – Birdman or (The Unexpected Virtue of Ignorance) - Wes Anderson – The Grand Budapest Hotel - Gillian Flynn – Gone Girl - Richard Linklater – Boyhood - Graham Moore – The Imitation Game                 |
| Melhor Banda sonora original | Melhor Canção original |
| - Jóhann Jóhannsson – The Theory of Everything - Alexandre Desplat – The Imitation Game - Trent Reznor e Atticus Ross – Gone Girl - Antonio Sánchez – Birdman or (The Unexpected Virtue of Ignorance) - Hans Zimmer – Interstellar                                                                                       | - "Glory" (John Legend e Common) – Selma - "Big Eyes" (Lana Del Rey) – Big Eyes - "Mercy Is" (Patti Smith e Lenny Kaye) – Noé - "Opportunity" (Greg Kurstin, Sia Furler, Will Gluck) – Annie - "Yellow Flicker Beat" (Lorde) – The Hunger Games: Mockingjay – Part 1                            |
| Melhor filme de animação | Melhor filme em língua estrangeira |
| - How to Train Your Dragon 2 - Big Hero 6 - The Book of Life - The Boxtrolls - The Lego Movie | - Leviafan ( Rússia) - Force Majeure ( Suécia) - Get — Ha'mishpat shel Vivian Amsalem ( Israel) - Ida ( Polónia/ Dinamarca) - Mandariinid ( Estónia) |

#### Filmes com múltiplas indicações
Os seguintes 12 filmes receberam múltiplas indicações:
| Indicações | Filme                                           |
| ---------- | ----------------------------------------------- |
| 7          | Birdman or (The Unexpected Virtue of Ignorance) |
| 5          | Boyhood                                         |
| 5          | The Imitation Game                              |
| 4          | Gone Girl                                       |
| 4          | Selma                                           |
| 4          | The Grand Budapest Hotel                        |
| 4          | The Theory of Everything                        |
| 3          | Big Eyes                                        |
| 3          | Foxcatcher                                      |
| 3          | Into the Woods                                  |
| 2          | Annie                                           |
| 2          | St. Vincent                                     |

### Televisão
| Melhor série | Melhor série |
| Dramática | Comédia ou Musical |
| --- | --- |
| - The Affair - Downton Abbey - Game of Thrones - The Good Wife - House of Cards | - Transparent - Girls - Jane the Virgin - Orange Is the New Black - Silicon Valley |
| Melhor atuação em série dramática | |
| Ator | Atriz |

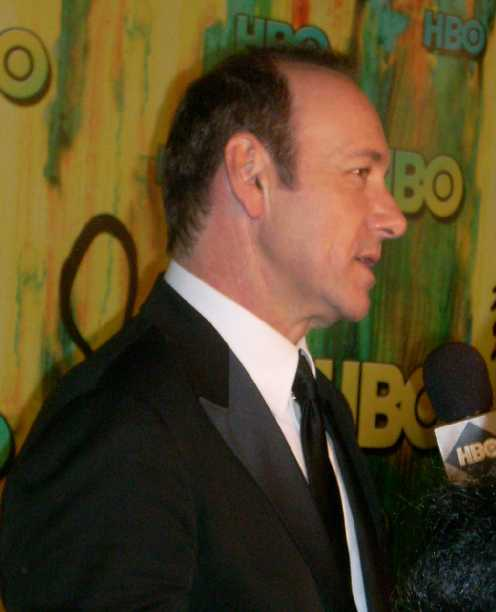
Kevin Spacey, vencedor na categoria Melhor Ator em série dramática

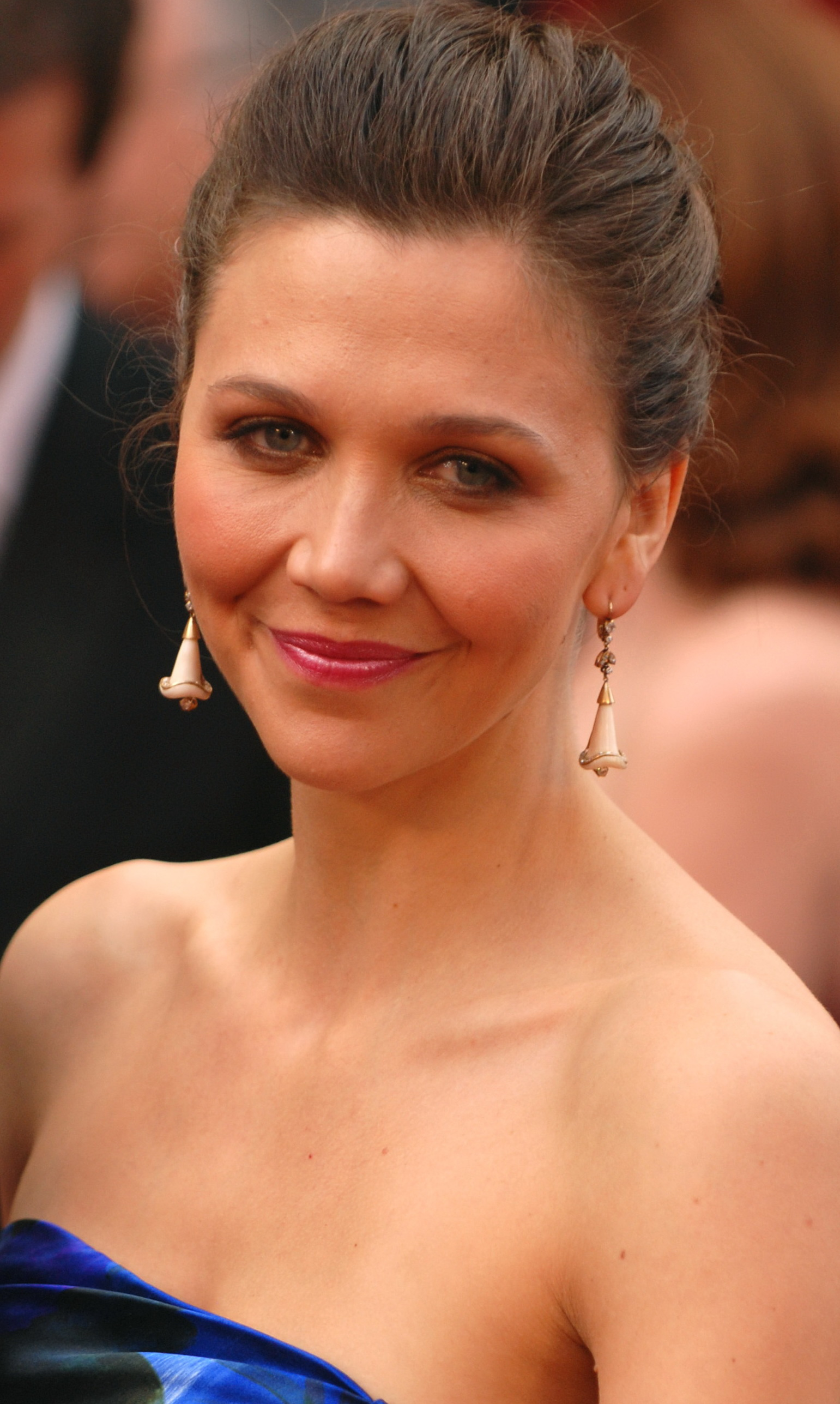
Maggie Gyllenhaal, Melhor Atriz numa minissérie ou telefilme

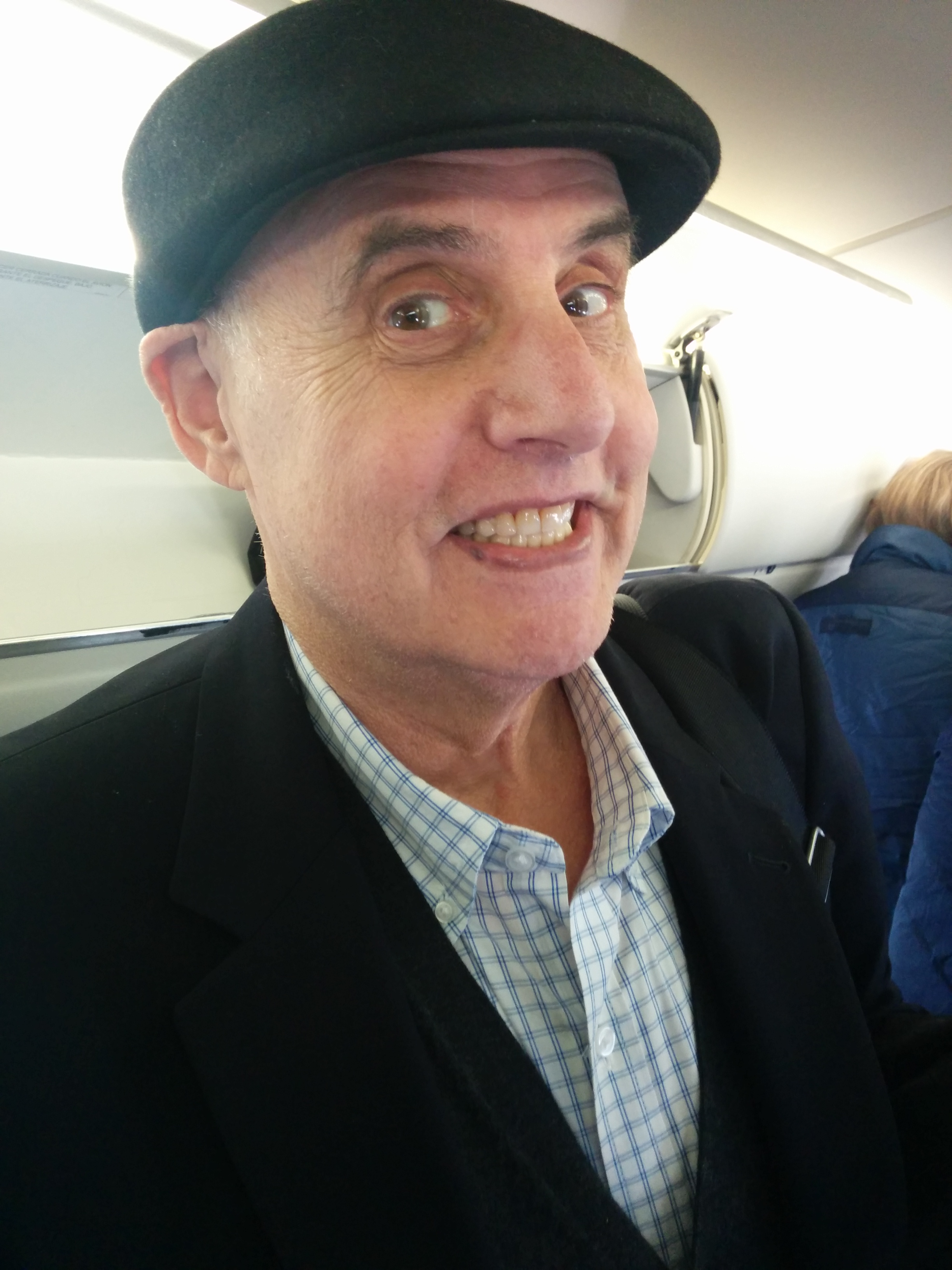
Jeffrey Tambor, Melhor Ator em série musical ou de comédia

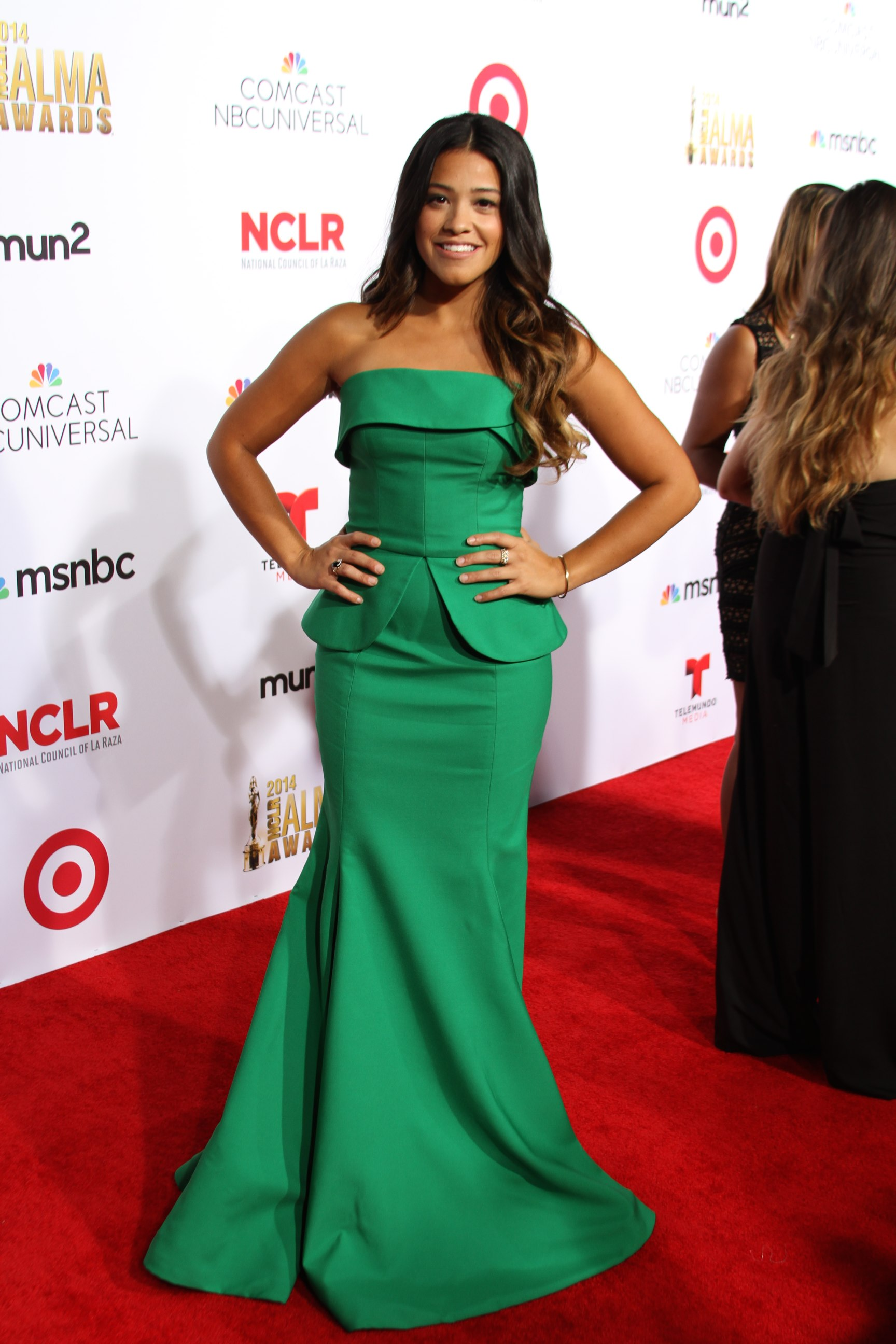
Gina Rodriguez, Melhor Atriz em série musical ou de comédia

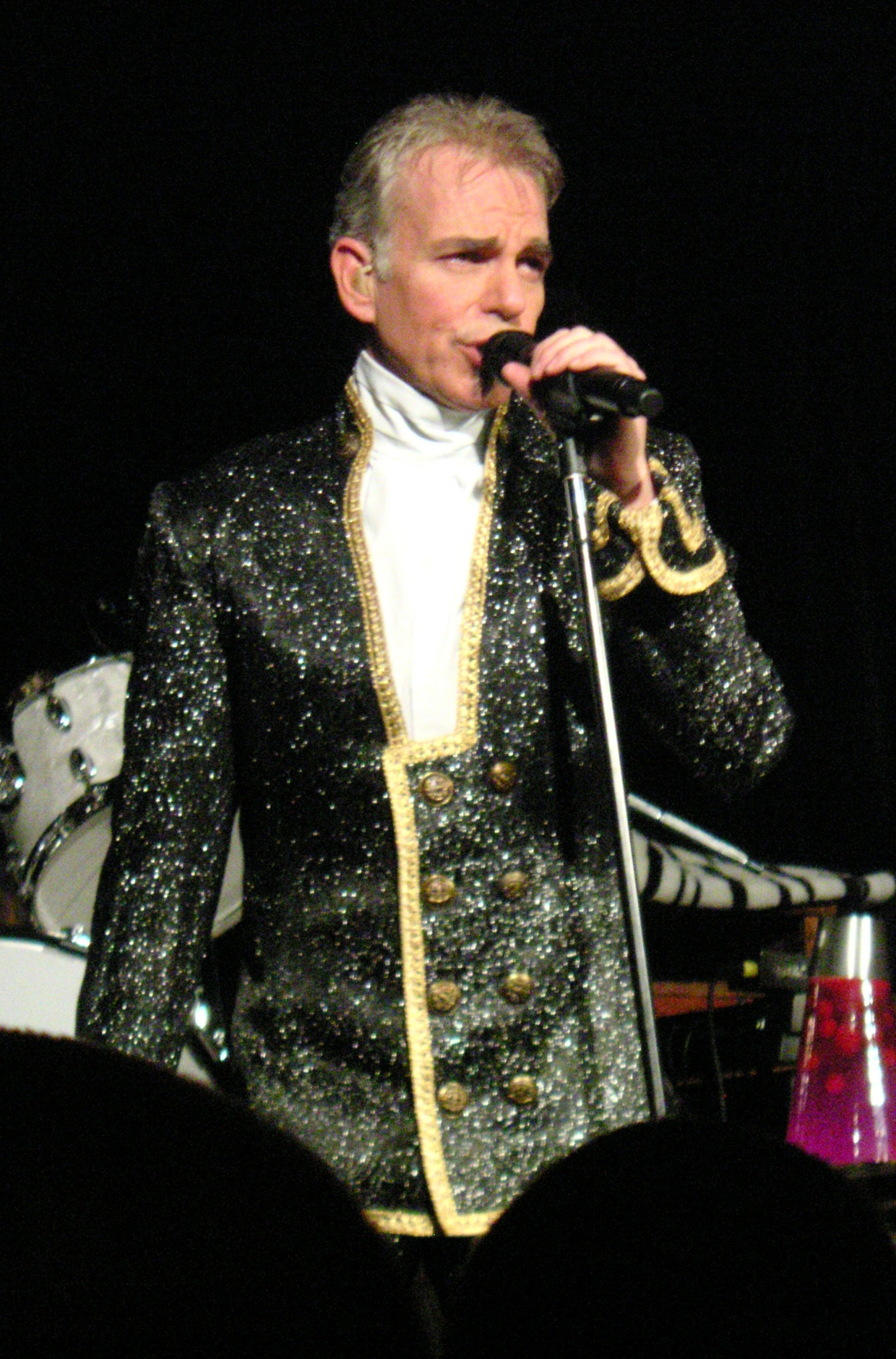
Billy Bob Thornton, recebeu o Globo de Melhor Ator numa minissérie ou telefilme

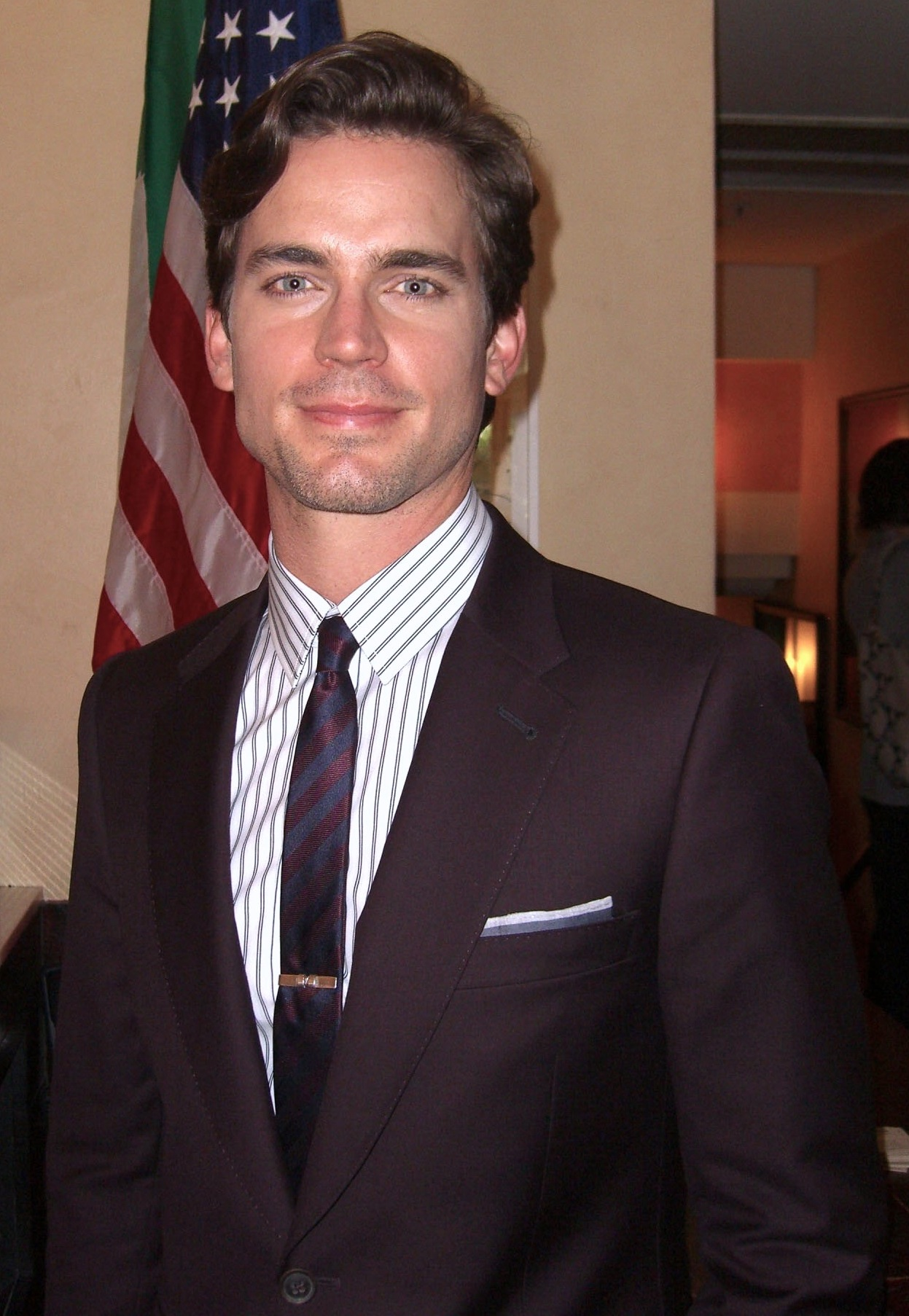
Matthew Bomer, Melhor Ator secundário em televisão

| - Kevin Spacey – House of Cards como Francis Underwood - Clive Owen – The Knick como Dr. John "Thack" Thackery - Liev Schreiber – Ray Donovan como Ray Donovan - James Spader – The Blacklist como Raymond "Red" Reddington - Dominic West – The Affair como Noah Solloway   | - Ruth Wilson – The Affair como Alison Lockhart - Claire Danes – Homeland como Carrie Mathison - Viola Davis – How to Get Away with Murder como Professora Annalise Keating - Julianna Margulies – The Good Wife como Alicia Florrick - Robin Wright – House of Cards como Claire Underwood                                     |
| Melhor atuação em série musical ou de comédia | |
| Ator | Atriz |
| - Jeffrey Tambor – Transparent como Mort/Maura Pfefferman - Louis C.K. – Louie como Louie - Don Cheadle – House of Lies como Marty Kaan - Ricky Gervais – Derek como Derek Noakes - William H. Macy – Shameless como Frank Gallagher                                         | - Gina Rodriguez – Jane the Virgin como Jane Gloriana Villanueva - Lena Dunham – Girls como Hannah Horvath - Edie Falco – Nurse Jackie como Jackie Peyton - Julia Louis-Dreyfus – Veep como Vice-Presidente Selina Meyer - Taylor Schilling – Orange Is the New Black como Piper Chapman                                        |
| Melhor atuação numa minissérie ou filme para televisão | |
| Ator | Atriz |
| - Billy Bob Thornton – Fargo como Lorne Malvo - Martin Freeman – Fargo como Lester Nygaard - Woody Harrelson – True Detective como Detective Martin Hart - Matthew McConaughey – True Detective como Detective Rustin Cohle - Mark Ruffalo – The Normal Heart como Ned Weeks | - Maggie Gyllenhaal – The Honourable Woman como Nessa Stein, Baronesa Stein of Tilbury - Jessica Lange – American Horror Story: Freak Show como Elsa Mars - Frances McDormand – Olive Kitteridge como Olive Kitteridge - Frances O'Connor – The Missing como Emily Hughes / Walsh - Allison Tolman – Fargo como Molly Solverson |
| Melhor atuação secundária numa série, minissérie ou filme para televisão | |
| Ator secundário | Atriz secundária |
| - Matthew Bomer – The Normal Heart como Felix Turner - Alan Cumming – The Good Wife como Eli Gold - Colin Hanks – Fargo como Oficial Gus Grimly - Bill Murray – Olive Kitteridge como Jack Kennison - Jon Voight – Ray Donovan como Mickey Donovan                           | - Joanne Froggatt – Downton Abbey como Anna Bates - Uzo Aduba – Orange Is the New Black como Suzanne "Crazy Eyes" Warren - Kathy Bates – American Horror Story: Freak Show como Ethel Darling - Allison Janney – Mom como Bonnie Plunkett - Michelle Monaghan – True Detective como Maggie Hart                                 |
| Melhor minissérie ou filme para televisão | |
| - Fargo - The Missing - The Normal Heart - Olive Kitteridge - True Detective | |

#### Séries e telefilmes com múltiplas nomeações
As seguintes 15 séries receberam múltiplas nomeações:
| Nomeações | Séries                            |
| --------- | --------------------------------- |
| 5         | Fargo                             |
| 4         | True Detective                    |
| 3         | House of Cards                    |
| 3         | Olive Kitteridge                  |
| 3         | Orange Is the New Black           |
| 3         | The Affair                        |
| 3         | The Good Wife                     |
| 3         | The Normal Heart                  |
| 2         | American Horror Story: Freak Show |
| 2         | Downton Abbey                     |
| 2         | Girls                             |
| 2         | Jane the Virgin                   |
| 2         | Ray Donovan                       |
| 2         | The Missing                       |
| 2         | Transparent                       |